# Contea di Ramsey (Minnesota)
La contea di Ramsey in inglese Ramsey Country è una contea dello Stato del Minnesota, negli Stati Uniti. La popolazione al censimento del 2000 era di 511 035 abitanti. Il capoluogo di contea è Saint Paul